# Bosque nacional Chugach
El bosque nacional Chugach (en inglés: Chugach National Forest) es un bosque nacional de los Estados Unidos localizado en el centrosur del estado de Alaska, que por superficie, es el tercer bosque nacional del país. El bosque cubre tres paisajes únicos: el delta del río Copper, el este de la península de Kenai y el Prince William Sound. Muchos de sus riachuelos contienen salmones y truchas, y los glaciares todavía tallan y dan forma en esta área. Más de la mitad de la superficie del bosque se compone de tundra y glaciares.
Su sede está en Anchorage, y hay oficinas regionales de guardabosques (ranger district offices) en Girdwood, Seward y Cordova.

## Galería de imágenes

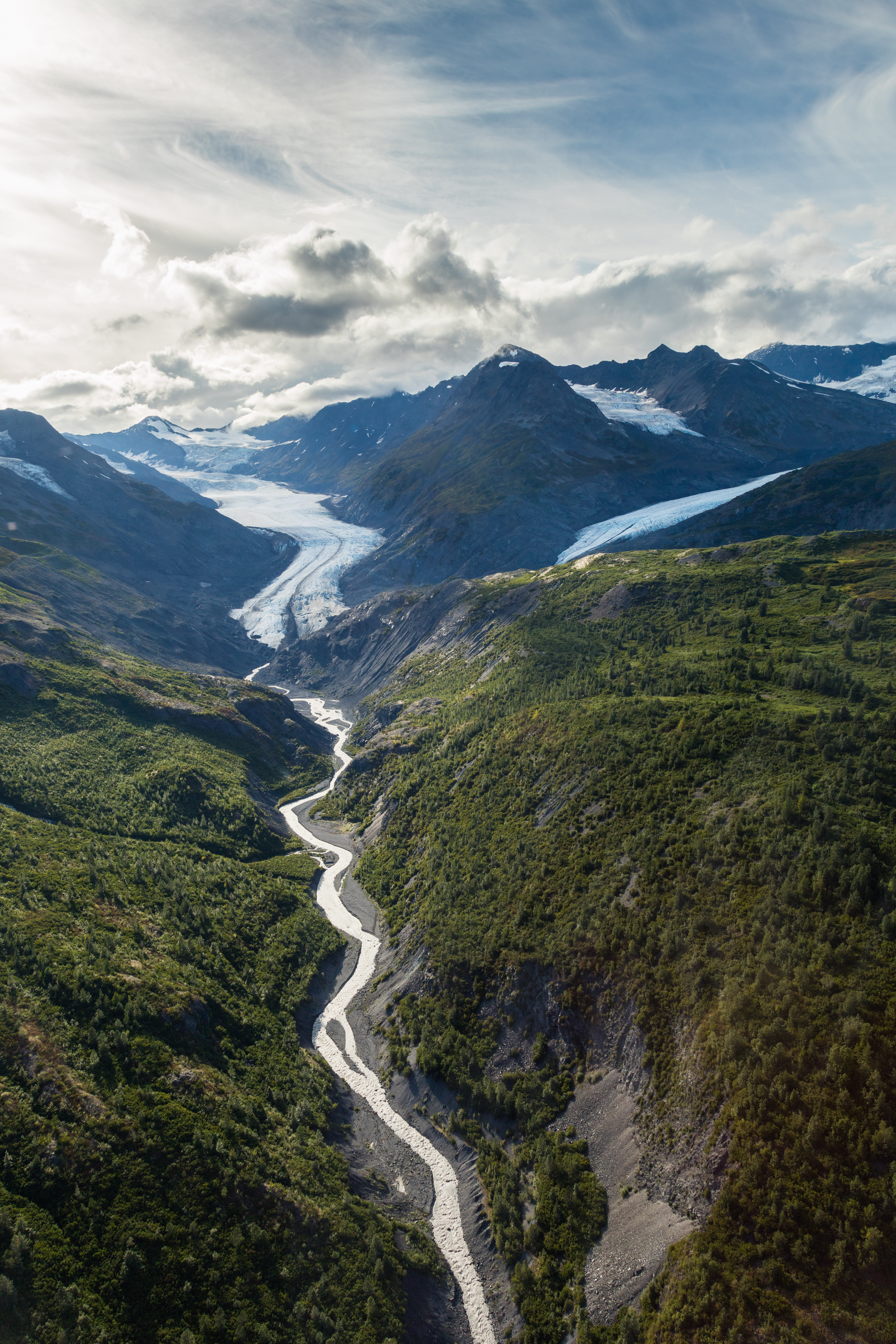
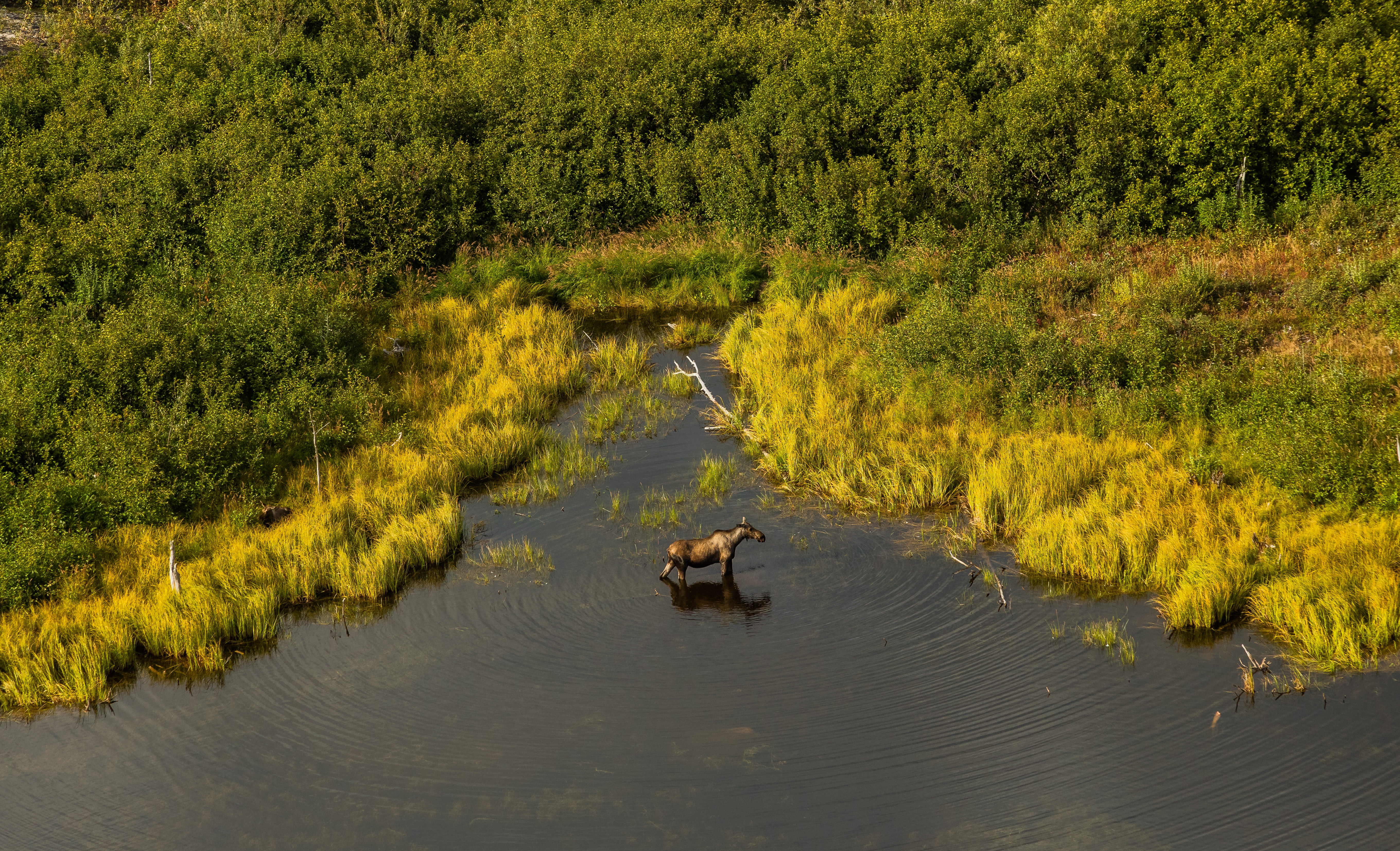
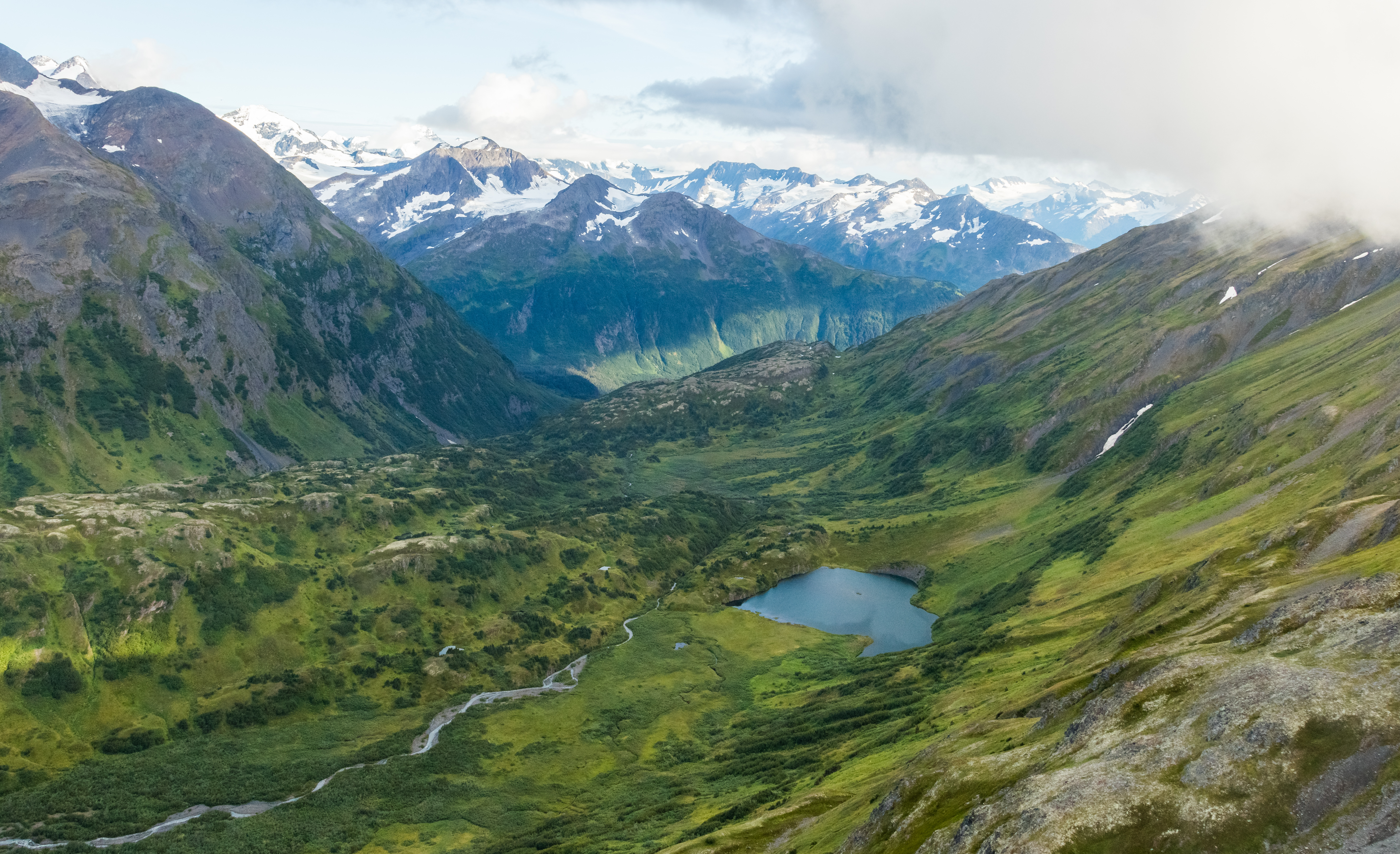

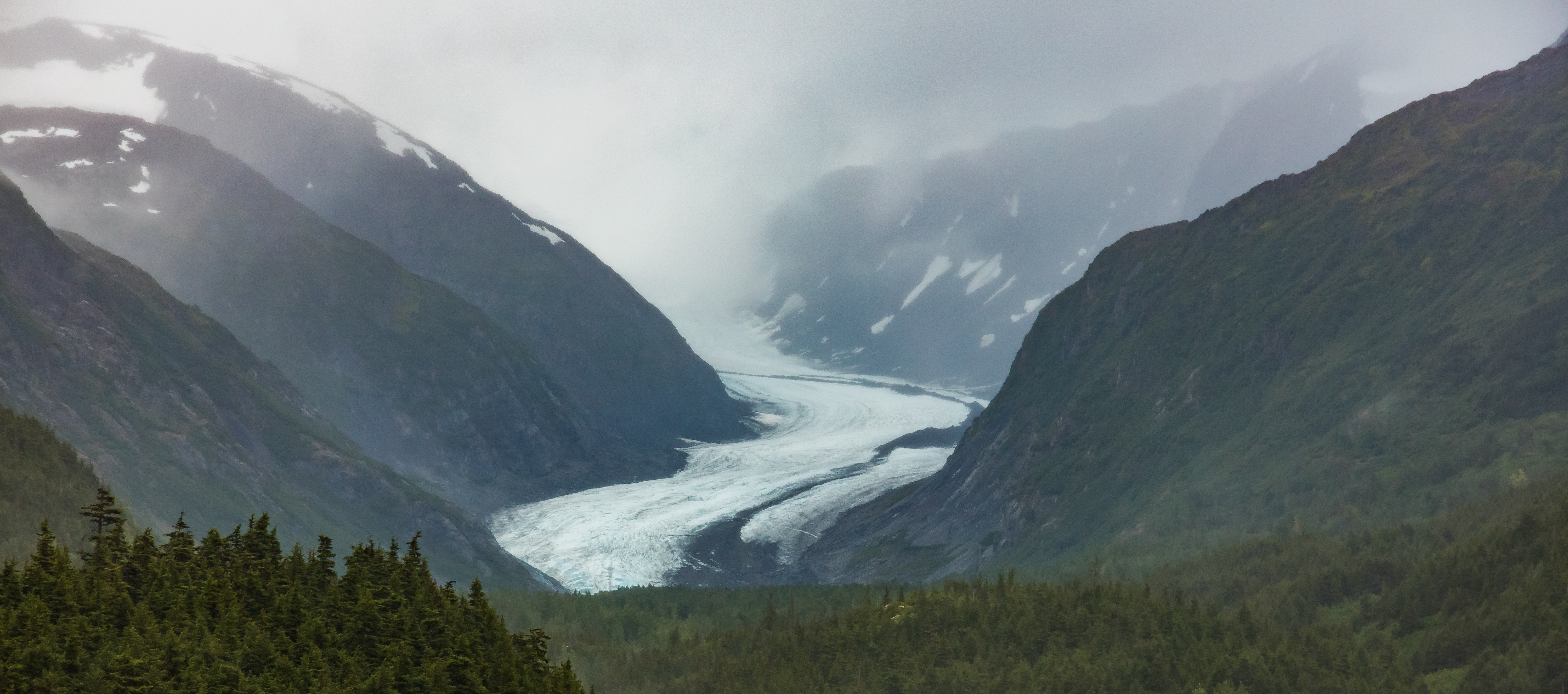
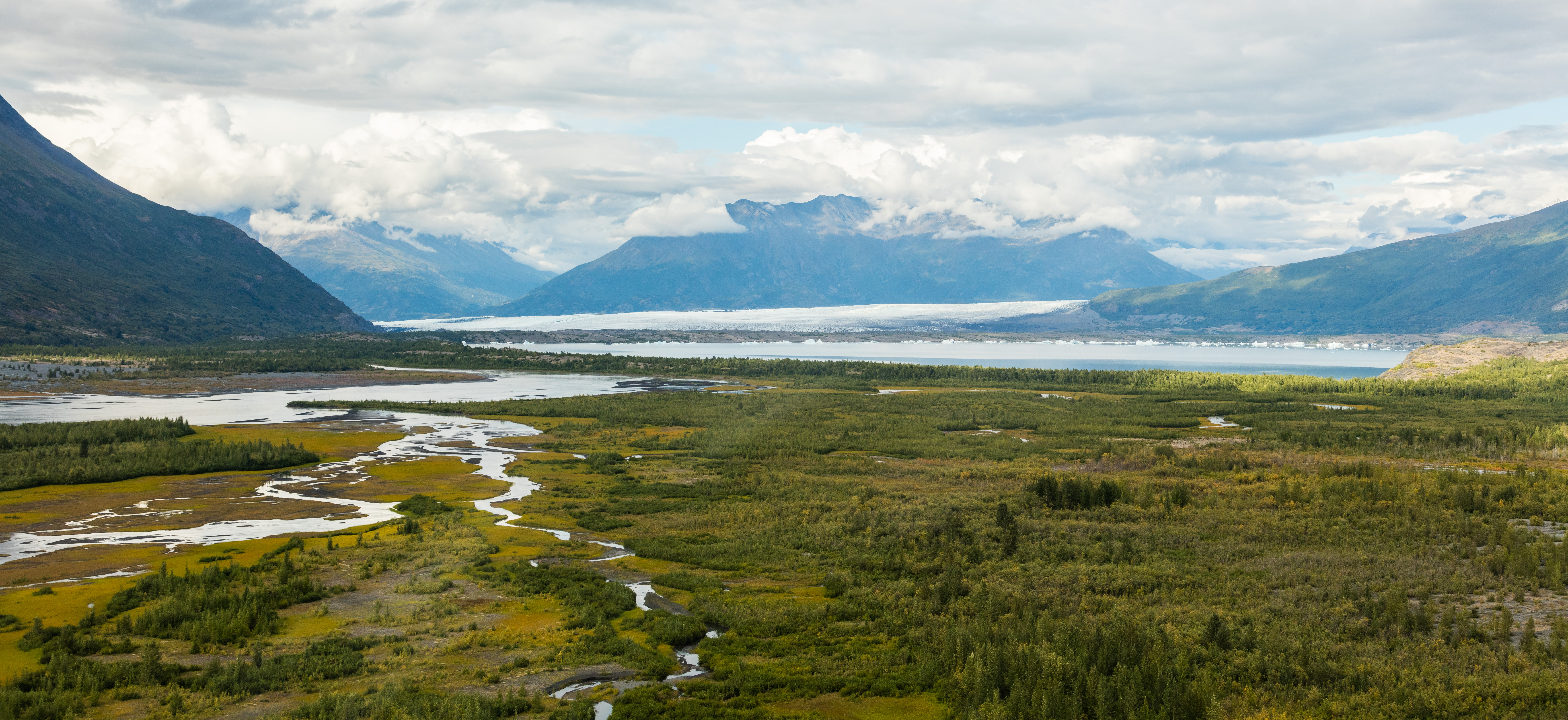
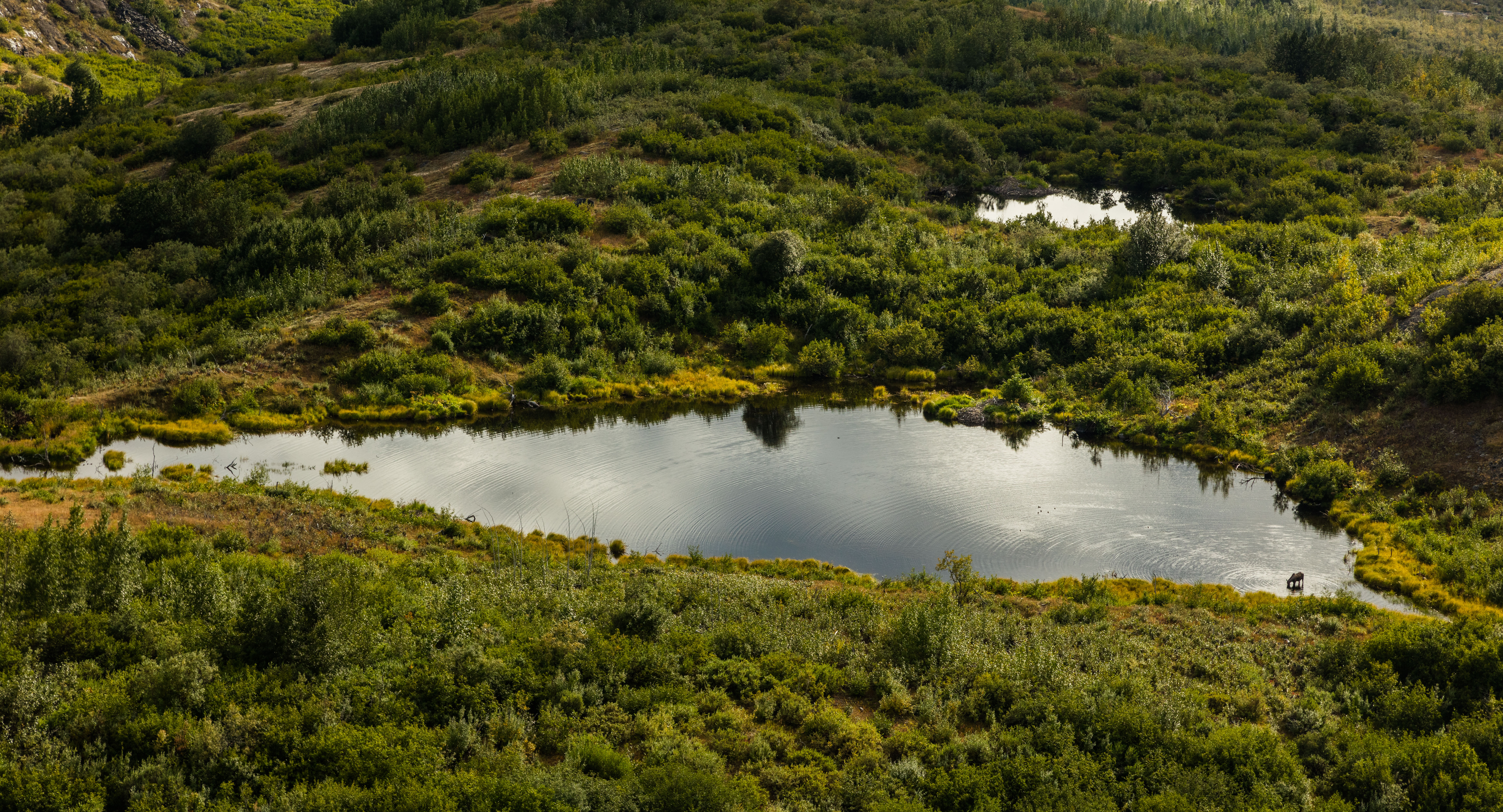
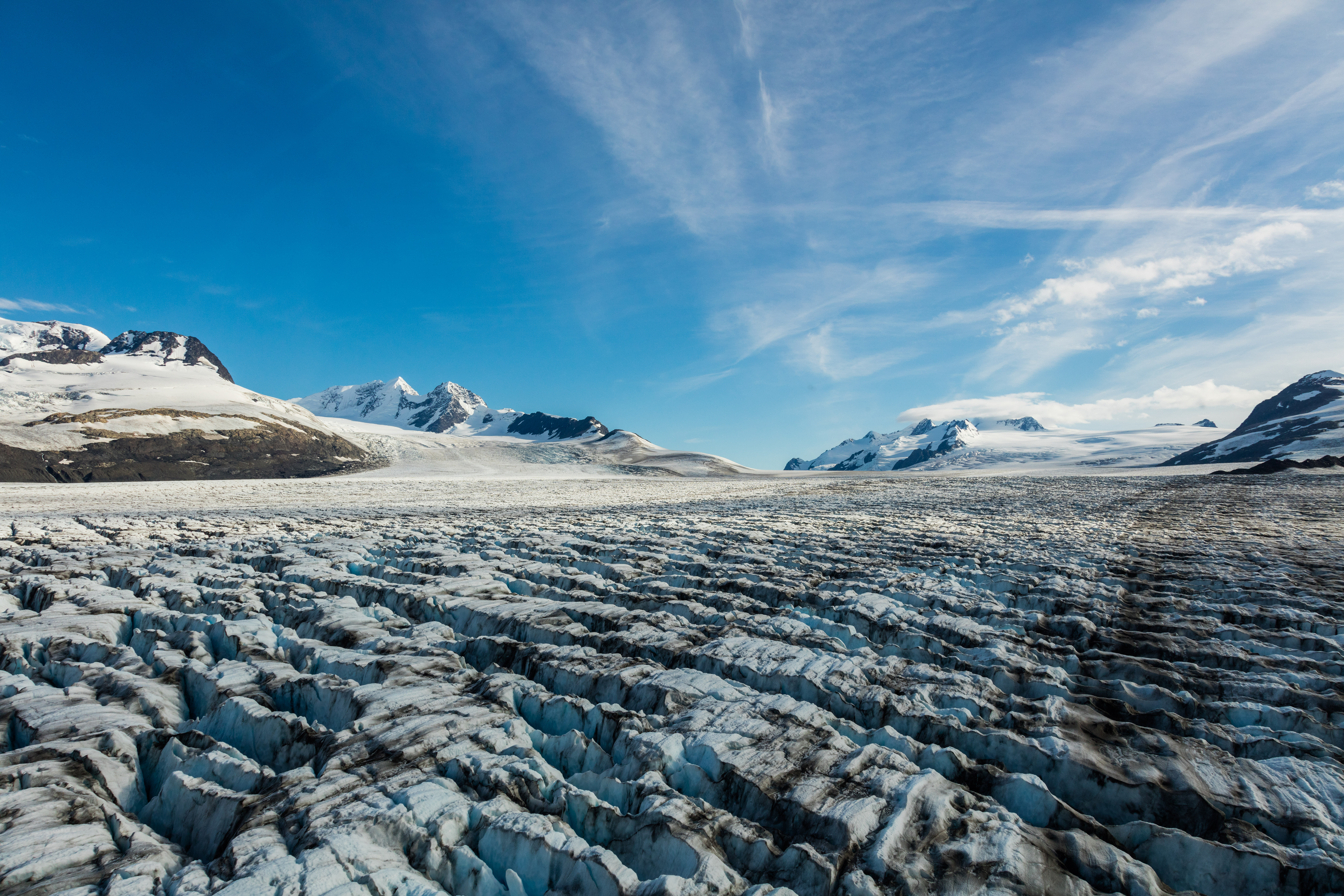